# Łukasz Sierpina
Łukasz Sierpina (ur. 27 marca 1988 w Złotoryi) – polski piłkarz występujący na pozycji pomocnika. W przeszłości gracz Czarnych Rokitki, Prochowiczanki Prochowice, Górnika Polkowice, Dolcanu Ząbki oraz Podbeskidzia Bielsko-Biała, Korona Kielce.

## Statystyki kariery
(aktualne na dzień 22 października 2022 roku)
| Klub                       | Sezon              | Liga               | Liga  | Liga   | Puchar Polski | Puchar Polski | Europa | Europa | Suma  | Suma   |
| Klub                       | Sezon              | Liga               | Mecze | Bramki | Mecze         | Bramki        | Mecze  | Bramki | Mecze | Bramki |
| -------------------------- | ------------------ | ------------------ | ----- | ------ | ------------- | ------------- | ------ | ------ | ----- | ------ |
| Górnik Polkowice           | 2008/09            | III liga           | 27    | 1      | 0             | 0             | –      | –      | 27    | 1      |
| Górnik Polkowice           | 2009/10            | II liga            | 28    | 3      | 0             | 0             | –      | –      | 28    | 3      |
| Górnik Polkowice           | 2010/11            | I liga             | 17    | 1      | 1             | 0             | –      | –      | 18    | 1      |
| Dolcan Ząbki (wyp.)        | 2011/12 (j)        | I liga             | 20    | 3      | 2             | 0             | –      | –      | 22    | 3      |
| KS Polkowice               | 2011/12 (w)        | I liga             | 7     | 0      | 0             | 0             | –      | –      | 7     | 0      |
| Korona Kielce              | 2012/13            | Ekstraklasa        | 25    | 0      | 0             | 0             | –      | –      | 25    | 0      |
| Korona Kielce              | 2013/14 (j)        | Ekstraklasa        | 6     | 0      | 1             | 0             | –      | –      | 7     | 0      |
| Dolcan Ząbki (wyp.)        | 2013/14 (w)        | I liga             | 16    | 3      | 0             | 0             | –      | –      | 16    | 3      |
| Dolcan Ząbki (wyp.)        | 2014/15 (j)        | I liga             | 5     | 0      | 2             | 0             | –      | –      | 7     | 0      |
| Korona Kielce              | 2014/15 (w)        | Ekstraklasa        | 0     | 0      | 0             | 0             | –      | –      | 0     | 0      |
| Korona Kielce              | 2015/16            | Ekstraklasa        | 29    | 1      | 0             | 0             | –      | –      | 29    | 1      |
| Podbeskidzie Bielsko-Biała | 2016/17            | I liga             | 34    | 2      | 1             | 0             | –      | –      | 35    | 2      |
| Podbeskidzie Bielsko-Biała | 2017/18            | I liga             | 33    | 2      | 3             | 0             | –      | –      | 36    | 2      |
| Podbeskidzie Bielsko-Biała | 2018/19            | I liga             | 26    | 8      | 2             | 0             | –      | –      | 28    | 8      |
| Podbeskidzie Bielsko-Biała | 2019/20            | I liga             | 30    | 6      | 1             | 0             | –      | –      | 31    | 6      |
| Podbeskidzie Bielsko-Biała | 2020/21            | Ekstraklasa        | 22    | 0      | 2             | 0             | –      | –      | 24    | 0      |
| Korona Kielce              | 2021/22            | I liga             | 18    | 0      | 2             | 1             | –      | –      | 20    | 1      |
| Korona Kielce              | 2022/23 (j)        | Ekstraklasa        | 6     | 0      | 1             | 0             | –      | –      | 7     | 0      |
| Ogólnie w karierze         | Ogólnie w karierze | Ogólnie w karierze | 349   | 30     | 18            | 1             | 0      | 0      | 367   | 31     |